# Люба (співачка)
Люба (англ. Luba), ім'я при народженні Любоми́ра Ковальчу́к (англ. Lubomyra Kowalchyk), (*1958, Монреаль, Канада) — канадська співачка українського походження.

## Біографія
Навчалася в різних мистецьких навчальних закладах, де брала уроки вокалу, гри на гітарі, флейті та піаніно.
На початку свого творчого шляху Любомира виступала з ансамблем «Зоря», гурт виконував українські народні пісні у власній обробці та пісні радянської України. У 1975 році вийшла платівка «Зоря», згодом після неї — «Любомира», куди ввійшло 12 композицій. Надалі співачка починає працювати сольно. 1977 року виходить друга платівка, що містила композиторські спроби Любомири. Пізніше обидві платівки будуть переписані на аудікасетах.
1979 року співачка зосередилася на англомовній музиці, разом з гітаристом Марком Лиманом та барабанщиком Петром Марунчаком створила гурт «Люба». Гурт видав кілька альбомів з піснями, що стали хітами.
Після виходу альбому «Між небом і землею» гурт потрапив в тяжку автокатастрофу. Переживши депресію, Любомира повернулась на естраду й продовжує свою концертну діяльність.
1986 року пісня "The Best Is Yet To Come" стає саунтреком до фільму Дев'ять з половиною тижнів.